# Deutsche Poolbillard-Meisterschaft 1989 (Herren)
Die Deutsche Poolbillard-Meisterschaft 1989 war die 15. Austragung zur Ermittlung der nationalen Meistertitel der Herren in der Billardvariante Poolbillard. Sie fand in Gladbeck statt.
Es wurden die Deutschen Meister in den Disziplinen 14/1 endlos, 8-Ball, 9-Ball und 8-Ball-Pokal ermittelt.

## Medaillengewinner
| Disziplin    | Gold                                   | Silber                            | Bronze                            | 4. Platz                              |
| ------------ | -------------------------------------- | --------------------------------- | --------------------------------- | ------------------------------------- |
| 14/1 endlos  | Oliver Ortmann (PBC München-West)      | Ralf Souquet (PBC Oftersheim)     | Edgar Nickel (PBC Oftersheim)     | Thomas Engert (PBC Rot-Gelb Stolberg) |
| 8-Ball       | Thomas Engert (PBC Rot-Gelb Stolberg)  | Ralf Souquet (PBC Oftersheim)     | Herbert Friedemann (1. PBC Marl)  | Harald Rietvelt (PBC Neustadt)        |
| 9-Ball       | Thomas Engert (PBC Rot-Gelb Stolberg)  | Norbert Lang (PBC Karlsruhe)      | Tony Deigner (PBC Oftersheim)     | Ralph Eckert (BF Ludwigshafen)        |
| 8-Ball-Pokal | Harald Schröter (1. PBC Joker Geldern) | Uwe Tebuckhorst (PBC Rheinhausen) | Helmut Lingner (1. PBC Memmingen) | Thomas Seim (PBC Westerbauer)         |